# Глушков, Роберт Георгиевич
Роберт Георгиевич Глушков (10 сентября 1929 года — 10 июля 2013 года, Москва, Российская Федерация) — советский и российский химик-органик, специалист по синтезу лекарственных веществ, академик АМН СССР (1988).

## Биография
Родился 10 сентября 1929 года.
В 1953 году — окончил Московский институт тонкой химической технологии, после чего работал во Всесоюзном научно-исследовательском химико-фармацевтическом институте имени С. Орджоникидзе (сейчас это — Центр по химии лекарственных средств), где прошел путь от заведующего лабораторией химии нейротропных средств до заместителя директора по научной работе и директора института (с 1982 по 2005 годы).
В 1972 году — защитил докторскую диссертацию, в 1976 году — присвоено учёное звание профессора.
В 1982 году — избран членом-корреспондентом, а в 1988 году — академиком АМН СССР.
Умер 10 июля 2013 года в Москве, похоронен на Новодевичьем кладбище.

## Научная деятельность
Специалист по синтезу лекарственных веществ.
Автор 136 научных работ, посвященных в основном поиску и разработке методов получения синтетических лекарственных средств, а также изучению химии моно- и полиядерных азотсодержащих гетероциклических соединений. Им и его сотрудниками созданы антидепрессант инказан и противоопухолевый препарат фопурин. Под его непосредственным руководством разрабатывается оригинальное направление в химии лекарственных средств, связанное с использованием активированных амидов как ключевых веществ при построении биологически активных соединений, а также с созданием «транспортных систем» путем введения биогенных аминов в структуру енаминов и амидинов.

### Основные труды
- Енамины лактамов и синтез конденсированных производных индола, Докл. АН СССР, т. 187, № 2, с. 327, 1969 (совм, с др.);
- Химия О-алкилпроизводных лактамов, Усп. хим., т. 38, в. 11, с. 1989, 1969;
- Синтез и фармакологическая активность тропинового эфира фенилглиоксиловой кислоты и его производных, Новый метод получения гоматропина, Хим.-фарм, журн., т. 11, № 7, с. 30, 1977 (совм, с др.);
- Успехи химии ацеталей амидов кислот и лактамов, Усп. хим., т. 46, в. 4, с. 684, 1977 (совм, с др.);
- Новый синтез клофелина, Хим.-фарм, журн., т. 12, № 1, с. 93, 1978;
- Новый антидепрессант инказан, там же, т. 13, № 4, с. 111, 1979 (совм, с др.);
- Синтез и фармакологическая активность производных гуанидина и 2-аминоимидазолина-2, там же, т. 15, № 6, с. 39, 1981 (совм, с др.).

## Награды
- Орден Дружбы народов (1986)
- Государственная премия СССР (1981)
- Государственная премия Российской Федерации (в составе группы, за 2003 год) — за создание и внедрение в практику нового оригинального антиаритмического препарата «Нибентан»[5]
- Премия Совета Министров СССР (1978)
- Заслуженный деятель науки Российской Федерации (1999)[6]
- Золотая медаль ВДНХ (1979) — за разработку принципиально новых высокоэкономичных методов промышленного производства клофелина